# Amel Tuka
Amel Tuka (ur. 9 stycznia 1991 w Zenicy) – bośniacki lekkoatleta startujący w biegach na 400 oraz 800 metrów.
Dotarł do półfinału mistrzostw Europy w biegu na 800 metrów (2012). Złoty medalista mistrzostw krajów bałkańskich z 2012. Brązowy medalista młodzieżowych mistrzostw Europy w Tampere (2013). W 2014 zajął 6. miejsce na mistrzostwach Europy w Zurychu.
W 2015 został brązowym medalistą mistrzostw świata. Rok później zajął 4. miejsce na mistrzostwach Europy oraz osiągnął półfinał igrzysk olimpijskich w Rio de Janeiro. Uczestnik halowych mistrzostw Europy w Belgradzie (2017). W 2019 zdobył srebro mistrzostw świata w Dosze.
Reprezentant kraju w drużynowych mistrzostwach Europy.
Stawał na podium mistrzostw Bośni i Hercegowiny zdobywając m.in. złote medale w biegach na 400 i 800 metrów podczas mistrzostw w 2010 roku, 2012 oraz 2013.
Rekordy życiowe: bieg na 400 metrów – 46,15 (28 czerwca 2019, Nembro); bieg na 400 metrów (hala) – 47,14 (21 lutego 2018, Belgrad); bieg na 800 metrów – 1:42,51 (17 lipca 2015, Monako); bieg na 800 metrów (hala) – 1:45,95 (24 lutego 2021, Madryt). Wszystkie rezultaty są aktualnymi rekordami Bośni i Hercegowiny.

## Osiągnięcia
| Rok  | Impreza                                   | Miejsce          | Konkurencja                 | Lokata     | Wynik   |
| ---- | ----------------------------------------- | ---------------- | --------------------------- | ---------- | ------- |
| 2010 | III liga drużynowych mistrzostw Europy    | Marsa            | bieg na 800 m               | 1. miejsce | 1:51,43 |
| 2010 | III liga drużynowych mistrzostw Europy    | Marsa            | sztafeta 4 × 400 m          | 9. miejsce | 3:21,49 |
| 2011 | Mistrzostwa krajów bałkańskich            | Sliwen           | sztafeta 4 × 400 m          | 6. miejsce | 3:16,90 |
| 2011 | III liga drużynowych mistrzostw Europy    | Reykjavík        | bieg na 400 m               | 9.miejsce  | 49,91   |
| 2011 | III liga drużynowych mistrzostw Europy    | Reykjavík        | sztafeta 4 × 400 m          | 3. miejsce | 3:17,16 |
| 2012 | Mistrzostwa Europy                        | Helsinki         | bieg na 800 m               | półfinał   | 1:51,14 |
| 2012 | Mistrzostwa krajów bałkańskich            | Eskişehir        | bieg na 800 m               | 1. miejsce | 1:49,36 |
| 2013 | III liga drużynowych mistrzostw Europy    | Bańska Bystrzyca | bieg na 400 m               | 3. miejsce | 47,73   |
| 2013 | III liga drużynowych mistrzostw Europy    | Bańska Bystrzyca | bieg na 800 m               | 1. miejsce | 1:51,11 |
| 2013 | Młodzieżowe mistrzostwa Europy            | Tampere          | bieg na 800 m               | 3. miejsce | 1:46,29 |
| 2013 | Mistrzostwa krajów bałkańskich            | Stara Zagora     | bieg na 800 m               | 2. miejsce | 1:50,76 |
| 2014 | Mistrzostwa Europy                        | Zurych           | bieg na 800 m               | 6. miejsce | 1:46,12 |
| 2015 | Halowe mistrzostwa Europy                 | Praga            | bieg na 800 m               | eliminacje | 1:49,92 |
| 2015 | III liga drużynowych mistrzostw Europy    | Baku             | bieg na 800 m               | 1. miejsce | 1:50,16 |
| 2015 | Mistrzostwa świata                        | Pekin            | bieg na 800 m               | 3. miejsce | 1:46,30 |
| 2016 | Mistrzostwa Europy                        | Amsterdam        | bieg na 800 m               | 4. miejsce | 1:45,74 |
| 2016 | Igrzyska olimpijskie                      | Rio de Janeiro   | bieg na 800 m               | półfinał   | 1:45,24 |
| 2017 | Halowe mistrzostwa Europy                 | Belgrad          | bieg na 800 m               | półfinał   | DNS     |
| 2018 | Mistrzostwa Europy                        | Berlin           | bieg na 800 m               | półfinał   | 1:47,24 |
| 2019 | Halowe mistrzostwa Europy                 | Glasgow          | bieg na 800 m               | 6. miejsce | 1:47,91 |
| 2019 | Mistrzostwa świata                        | Doha             | bieg na 800 m               | 2. miejsce | 1:43,47 |
| 2021 | Halowe mistrzostwa Europy                 | Toruń            | bieg na 800 m               | 5. miejsce | 1:47,37 |
| 2021 | Igrzyska olimpijskie                      | Tokio            | bieg na 800 m               | 6. miejsce | 1:45,98 |
| 2022 | Mistrzostwa Europy                        | Monachium        | bieg na 800 m               | eliminacje | 1:47,73 |
| 2023 | Halowe mistrzostwa Europy                 | Stambuł          | bieg na 800 m               | 4. miejsce | 1:47,90 |
| 2023 | III dywizja drużynowych mistrzostw Europy | Chorzów          | bieg na 800 m               | 1. miejsce | 1:49,25 |
| 2023 | Mistrzostwa świata                        | Budapeszt        | bieg na 800 m               | eliminacje | 1:49,01 |
| 2025 | III dywizja drużynowych mistrzostw Europy | Maribor          | bieg na 400 m               | 5. miejsce | 47,97   |
| 2025 | III dywizja drużynowych mistrzostw Europy | Maribor          | bieg na 800 m               | 1. miejsce | 1:49,37 |
| 2025 | III dywizja drużynowych mistrzostw Europy | Maribor          | sztafeta mieszana 4 × 400 m | 5. miejsce | 3:30,42 |